# Heteropogon phalna
Heteropogon phalna är en tvåvingeart som först beskrevs av Walker 1849.  Heteropogon phalna ingår i släktet Heteropogon och familjen rovflugor. Inga underarter finns listade i Catalogue of Life.